# CV-390
La CV-390 es una carretera autonómica valenciana que une las comarcas de la Plana de Utiel-Requena y Los Serranos, es de competencia de la Generalidad Valenciana y une las poblaciones de Tuéjar y Utiel pasando por el Embalse de Benagéber.

## Nomenclatura

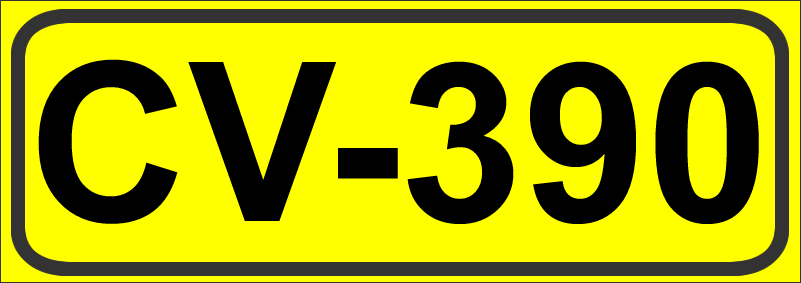
Indicador

La CV-390 pertenece a la red de carreteras de la Generalidad Valenciana. Su nombre viene de la CV (que indica que es una carretera autonómica de la Comunidad Valenciana) y el 390, es el número que recibe dicha carretera, según el orden de nomenclaturas de las carreteras de la Comunidad Valenciana.

## Historia
La CV-390 sustituyó a la anteriormente llamada V-621 que mantenía el mismo trazado que la actual CV-390. Este cambio supuso también la modificación de todos los puntos kilométricos ya que la anterior V-621 tenía su kilómetro 0 en Utiel mientras que la nueva CV-390 situó su inicio en Tuéjar.

## Trazado
La CV-390 inicia su recorrido en el enlace con la CV-35 junto a la población de Tuéjar dirigiéndose hacia el sur, atraviesa Tuéjar y continúa su recorrido pasando por el Embalse de Benagéber, posteriormente llega al enlace con la carretera CV-3930 que se dirige hacia la población de Benagéber, atraviesa las sierras del Negrete y de Utiel llegando a las urbanizaciones Hontanar y la Casa Medina ya en término municipal de Utiel. En esta última enlaza con la CV-391 que se dirige hacia la Ermita del Remedio y las poblaciones de Villar de Tejas y Villar de Olmos para acabar enlazando con la A-3 a la altura de Requena. Posteriormente enlaza con la N-330 junto a Utiel, población en la que finaliza tras llegar a la Avenida Marín Lázaro.

## Curiosidades
Junto con la CV-391, la CV-390 enlaza la localidad de Utiel con la Ermita del Remedio, lugar donde se encuentra la patrona del pueblo, la Virgen del Remedio. Todos los años, el 6 de septiembre, una romería recorre los últimos 7 kilómetros de esta carretera, desde la Casa Medina hasta Utiel, y los 3 de la CV-391 que unen la Ermita con la Casa Medina para llevar a la virgen hasta Utiel con motivo de las Fiestas Patronales. La romería se repite en sentido inverso para devolver a la Virgen del Remedio a su ermita el último domingo de octubre.
El poblado junto al Embalse de Benagéber se realizó para alojamientos durante la construcción de la presa (inaugurada en 1953), actualmente contrasta las casas restauradas y habitadas con otras construcciones abandonadas (la fabrica de cementos junto a la presa, los talleres, el albergue "de solteros", la escuela...) Historia de una postguerra y de la finalización de las construcciones de embalses.
La CV-390 pasa además de por la urbanización de Casas Medina (y desvío a la CV-391), por El Sequer, el desvío al pueblo de Benagéber y por estas construcciones junto al embalse.
- Datos: Q5737628